# Jardín de Planbuisson
El Jardin de Planbuisson (en francés: Jardin de Planbuisson también conocido como Bambous de Planbuisson), es un jardín botánico de administración privada, especializado en hierbas de la familia Poaceae y bambús, que se encuentra en Le Buisson-de-Cadouin, Francia.

## Localización
Jardin de Planbuisson, Rue Montaigne Le Buisson-de-Cadouin, Dordogne, Aquitaine, France-Francia.
Planos y vistas satelitales.44°50′46″N 0°54′37″E / 44.84611, 0.91028
Se encuentra abierto a diario en los meses cálidos del año, y las tardes de los fines de semana de todo el año. Se cobra una tarifa de entrada.

## Historia
El jardín fue comenzado gracias a la iniciativa de Michel Bonfils en 1989, ubicado cerca de la confluencia de los ríos Dordogne y Vézère.

## Colecciones
Sus colecciones constan de:
- Colección de hierbas con 430 especies de la familia Poaceae, descrito como la colección de hierbas más completa en Europa.
- Colección de bambús con 264 especies y cultivares de bambú.
- Jardín zen seco
- Vivero comercial.